# Bank Gospodarstwa Krajowego

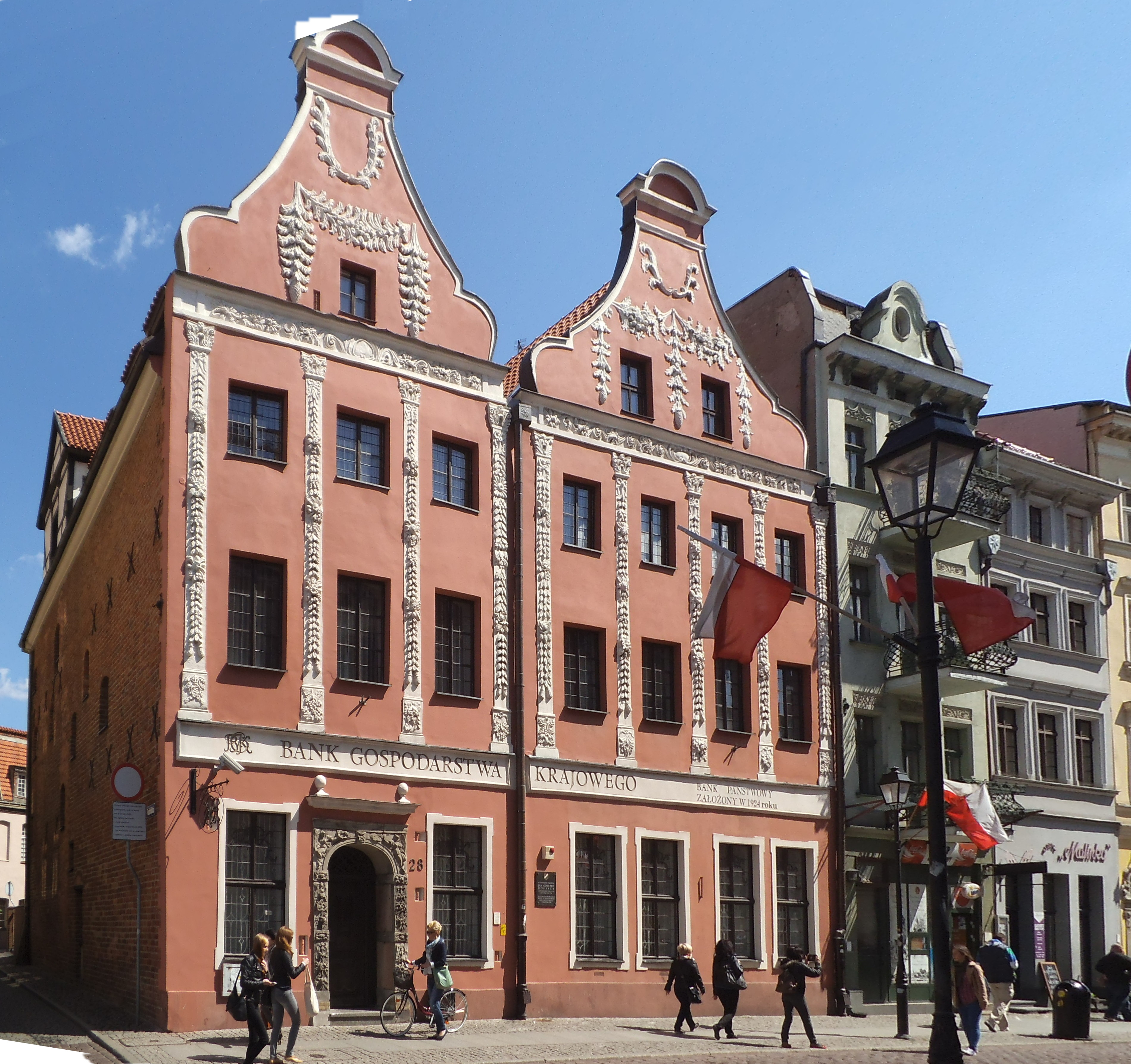
Офіс банку в Торуні (будівля споруджена в 1924)

Банк крайового господарства (пол. Bank Gospodarstwa Krajowego, BGK) — польський державний банк зі штаб-квартирою у Варшаві. Єдиний банк у Польщі, який належить уряду.
Створений спеціальним законом для підтримки урядових соціально-економічних програм, а також програм місцевого самоврядування й регіонального розвитку. Співпрацює з іншими установами з групи Фонду розвитку Польщі: KUKE, PAIH, PARP та ARP.

## Історія

### До Другої світової війни
Заснований у 1924 з ініціативи тодішнього прем'єр-міністра й міністра скарбниці Владислава Грабського та відповідно до наказу Президента Республіки Польща. Створений у результаті злиття трьох державних банків, що походили з Галичини: Галицький крайовий банк (Galicyjski Bank Krajowy), Державний банк відбудови (Państwowy Bank Odbudowy) й Кредитний заклад малопольських міст (Zakład Kredytowy Miast Małopolskich). Першим президентом банку був доктор Ян Канти Стечковський, який обіймав посаду до кінця червня 1927 року.
У 1927 президентом банку став генерал Роман Гурецький.
Основні завдання «BGK» включали надання довгострокових позик шляхом випуску іпотечних облігацій, муніципальних, залізничних і банківських облігацій, позик місцевого самоврядування, а також кредитування ощадних установ і здійснення всіх інших банківських операцій. Банк мав особливі зобов'язання перед національними й місцевими державними підприємствами. Цінні папери, випущені BGK, були гарантовані Державною скарбницею.

#### Штаб-квартира
До грудня 1931 центральні органи банку працювали в кількох місцях у Варшаві. У 1927 році окремі відділи були переведені до Палацу Тишкевичів, що належить BGK з 1924.
У 1928–1931 споруджено будівлю за проєктом Рудольфа Сверчинського на Єрусалимському проспекті. Нині штаб-квартира BGK розташовується в цій же будівлі.

#### Промисловість
Bank Gospodarstwa Krajowego, відповідно до своїх статутних завдань, від початку своєї діяльності фінансово підтримував розвиток національної економіки. Державні установи й підприємства завжди були пріоритетною групою для банку. BGK брав фінансову участь у всіх великих інвестиціях Другої Польської Республіки, серед яких порт і верф у Гдині. Однією з форм діяльності банку в цій галузі була діяльність, спрямована на фінансовий захист та модернізацію стратегічних підприємств з точки зору економічних і військових інтересів держави. Це стало основою для створення так званого концерну BGK, до якого входили підприємства, що мають стратегічне значення для національної економіки й оборони країни. Групі належав заснований у 1926 році «The British and Polish Trade Bank» з центральним офісом у Гданську і польсько-французький «Banque de Silésie» Катовицях. З 1936 року BGK був включений у реалізацію інвестиційних планів держави — Центральний промисловий округ.

#### Будівництво житла
Житлове будівництво було другим предметом передвоєнної діяльності BGK після кредитування підприємств та державних установ. Кредитування будівництва, крім задоволення потреб у житлі, розглядалося як один із інструментів стимулювання економіки. Фінансування будівництва здійснювалося за рахунок обслуговування державних коштів і власними коштами банку.
BGK був одним з акціонерів Товариства робітничих поселень (Towarzystwo Osiedli Robotniczych). До початку війни під брендом «TOR» по всій країні було побудовано близько 9 000 помешкань. Однією з форм кредитування житлового будівництва банку була емісія будівельних облігацій. Перший випуск облігацій відбувся в 1928 році і становив 191 000 злотих. Банк також обслуговував Фонд військового квартирування, створений у 1927 році при Міністерстві військових справ. Фонд створений для фінансування будівництва житла для офіцерів та одружених унтер-офіцерів. Інвестиції в будівництво з фонду здійснювались у понад 50 містах, найвідоміші з яких були збудовані у Варшаві. Однією з таких інвестицій було продовження будівництва житлового комплексу «Żoliborz Oficerski», розпочатого в 1922.

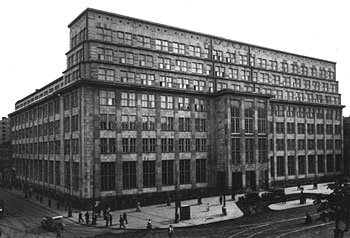
Штаб-квартира банку в 1935

Пенсійний фонд співробітників «BGK» мав свою частку в будівництві житла, головним чином у Варшаві. У міжвоєнний період з фонду було виділено 10 житлових будинків для обслуговування квартир працівників банку та оренди. Банк оперував урядовими фондами спеціального призначення, включаючи допомогу кредитним установам, Фонд державного будівництва, Державний позиковий фонд та Фонд праці.
На рубежі 1920-1930-х банк став одним із найбільших банків Другої Польської Республіки, відіграючи роль основного учасника перебудови економіки.

### У роки Другої світової війни
6 вересня 1939 від залізничного вокзалу Варшава-Східна до Рівного, де BGK мав своє відділення, прямував спеціальний евакуаційний поїзд, організований президентом Горецьким. Провінційний штаб BGK повинен був розташовуватися під час війни в Рівному. У Варшаві залишилася частина управління, необхідна для безпосереднього управління банком. Поїзд містив найважливіші банківські документи, цінні папери, депозити. Також було евакуйовано близько 350 співробітників штабу та їхніх сімей.

#### У вигнанні
17 вересня 1939, у день радянського вторгнення, віце-прем'єр-міністр і міністр фінансів Еугеніуш Квятковський дав розпорядження президенту банку про евакуацію всього кризового штабу BGK до Румунії. Керівництво банку зауважило, що це було зроблено за чітким розпорядженням «і прямих, і наглядових органів», і 17 вересня вони перетнули польсько-румунський кордон у Кутах. Бухарест, а потім Париж стали тимчасовими місцями перебування еміграційного керівництва банку, звідки після капітуляції Франції в червні 1940 року керівництво переїхало до Лондона. Діяльність емігрантських структур банку була зосереджена на забезпеченні коштів BGK на банківських рахунках у невоєнних країнах. Ці кошти в розмірі блищько 10 млн злотих розміщувалися в основному в банках США, Великої Британії та Швеції. Переказ цих коштів на рахунки BGK здійснювався під тиском Німеччини з боку національного управління банку. У вересні 1941 року прем'єр-міністр польського уряду в вигнанні звільнив генерала Романа Горецького з посади президента банку. Новим президентом лише у 1943 році став Кароль Александрович.

#### В окупованій Польщі
Філії банку були ліквідовані в містах, де була встановлена радянська окупантська влада. На територіях, окупованих Третім рейхом, відділення BGK, як і відділення інших польських державних банків, були введені в стан ліквідації. У Генеральній губернії штаб-квартира банку та незалежне від неї відділення разом із довоєнними працівниками обмежено діяли під управлінням Німеччини. У жовтні 1939 року співробітники штабу банку заснували трудовий кооператив «Spólnota», метою якого було надати фінансову допомогу безробітним працівникам банку та діяльність підпільників. Один із сейфів у будівлі штабу банку використовувався для зберігання коштів Армії Крайової. У 1941 році у штабах та філіях банку працювало 498 праціників, у 1942 році — 462, з них 360 — у штабі. У серпні 1944 року будівлю штабу «BGK» окупували німецькі війська, які перебували там до кінця Варшавського повстання. Будівля центрального офісу банку є однією з небагатьох, що вціліли після війни.
Після Варшавського повстання співробітники штабу банку й решта мешканців міста були вивезені з міста до Німеччини. Наприкінці жовтня 1944 року колишній директор приймальної служби банку Зелінський отримав доручення німецької влади повернутися з групою працівників штабу до Варшави, щоб підготуватися до вилучення майна BGK. Нацисти в мародерському стилі вилучили все майно банку.

### Повоєнний період
12 серпня 1944 працівники Люблінської філії банку відкрили першу в країні філію BGK. За місяць, також з ініціативи працівників банку, розпочала роботу філія в Ряшеві. У лютому 1945 у довоєнному штабі відділення BGK в Лодзі було відкрито відділення та штаб-квартиру відновленого банку. Того ж року у варшавській Празі створили варшавське відділення BGK в одній з офісних будівель варшавського горілчаного заводу «Koneser».
У квітні 1946 президентом банку став професор Едвард Ліпінський. З державного бюджету через Міністерство скарбниці банк отримував кошти на фінансування реконструкції промисловості та будівництва.
У 1948, згідно з указом про реформування банківської системи, BGK повинен був бути перетворений в інвестиційний банк, а частину компетенції повинен був взяти на себе Національний банк Польщі. На той час у BGK було 29 відділень, кількість працівників — 3029, з них 685 у штабі. Роль банку в 1948–1989 роках зводилася переважно до обслуговування передвоєнного зовнішнього боргу (головним чином так званого кредиту «ulenowska»), а також до ліквідації та збору боргів, пов'язаних із власними операціями банку в довоєнний, окупаційний та післявоєнний періоди, а також ліквідацією довоєнного банківського сектора.
На початку 1950-х років почався процес відокремлення структур «BGK» від інвестиційного банку. У 1950 році банк отримав власний бюджет. У штабі працювали три відділи: ліквідація власних позик, введених в експлуатацію акцій та бухгалтерський облік.

## До 1989 року
Після 1949 року кількість працівників банку постійно зменшувалася. Завдання BGK у 1949–1989 роках стали настільки незначними, що у 1980-х роках у структурі банку працювали лише троє працівників. 26 червня 1961 року набрав чинності новий статут BGK. Сфера діяльності банку включала діяльність з ліквідації та стягнення боргу, а також завдання, доручені міністром фінансів. Банком керував директор та його заступник, призначений міністром фінансів.
1 червня 1989 року рішенням міністра фінансів про «активацію» BGK було призначено штатного директора банку — Чеслава Гавловського, який у листопаді того ж року став президентом. 28 липня 1989 року, за розпорядженням міністра фінансів, набув чинності новий статут BGK. Основним завданням реактивованого банку було фінансування «ефективних інвестицій, здійснених усіма суб'єктами господарювання», «створення нових суб'єктів господарювання» та фінансування «підприємств з високим ступенем ризику». Банк також отримав, серед інших, право торгувати й випускати цінні папери на ім'я та на рахунок скарбниці. Нова сфера діяльності реактивованого банку також включала адміністрування коштів, довірених державним органам та юридичним особам, а також право засновувати комерційні й цивільно-правові компанії та кооперативи.
Наприкінці 1989 року в банку працювали 42 працівники, з них 35 штатних. У 1990 році центральний офіс переїхав до орендованого приміщення в Палаці культури і науки. У 1997 році банк повернувся до історичної будівлі й розмістив там штаб-квартиру.